# Milezjanie
Milezjanie lub Synowie Mila Espaine (irl. gairthear Mílidh Easpáinne) – w mitologii irlandzkiej to nazwa określająca potomków Mila Espaine. 
Pod wodzą Amhairghina (Amergina), przybyli oni do Irlandii podczas święta Beltane. Pokonali lud Tuatha Dé Danann i zajęli ich stolicę, którą było miasto Tara. Ustanowili tam swoją stolicę. Na swej drodze spotkali boginie Ériu, Banba i Fotla i obiecali im, że nazwą kraj od imienia tej z nich, która pomoże im w jego podboju. Porady Eriu prowadziły ich misję, i na jej cześć wyspa została nazwana Erin (w jęz. starożytnym) i obecnie w jęz. irlandzkim nosi miano Éire. Tuatha De Danaan zostali pokonani w Bitwie pod Taitlinn i, po ich krótkotrwałym oporze, poddali się, a kraj został podzielony. Milezjanie otrzymali całą nadziemną jego część, podczas gdy Tuatha de Danaan dostali część podziemną. Syn Mila Espaine, Eremon, objął władzę nad północną częścią Irlandii, a jeden z wodzów Milezjan, Eber Finn - nad południową. Trochę później między obiema częściami wybuchła wojna, podczas której zginął Eber Finn, a Eremon objął rządy nad całym terytorium kraju i został pierwszym jego "ludzkim" królem.